# Nusalala neotropica
Nusalala neotropica är en insektsart som först beskrevs av Peter Esben-Petersen 1914.  
Nusalala neotropica ingår i släktet Nusalala och familjen florsländor. Inga underarter finns listade i Catalogue of Life.